# Distretto di Bruck-Mürzzuschlag
Bruck-Mürzzuschlag è un distretto amministrativo del Land Stiria, in Austria. È stato formato il 1º gennaio 2013 dalla fusione dei precedenti distretti di Bruck an der Mur e Mürzzuschlag.

## Geografia antropica
Il distretto è suddiviso in 19 comuni, di cui 5 con status di città e 10 con diritto di mercato.

### Città
- Bruck an der Mur
- Kapfenberg
- Kindberg
- Mariazell
- Mürzzuschlag

### Comuni mercato
- Aflenz
- Breitenau am Hochlantsch
- Krieglach
- Langenwang
- Neuberg an der Mürz
- Sankt Barbara im Mürztal
- Sankt Lorenzen im Mürztal
- Sankt Marein im Mürztal
- Thörl
- Turnau

### Comuni
- Spital am Semmering
- Stanz im Mürztal
- Tragöß-Sankt Katharein